# A kívülálló (francia film, 1983)
A kívülálló (eredeti cím Le Marginal, egyik kevéssé ismert alternatív magyar címe A kitaszított) Jacques Deray 1983-ban bemutatott francia krimije, amelyben a főszerepet Jean-Paul Belmondo játszotta. A film nagy sikert hozott, Franciaországban majdnem ötmillióan látták. A film zenéjét Ennio Morricone szerezte. Deray és Belmondonak a tizenhárom évvel korábbi Borsalino c. film után ez volt az újabb közös munkája.

## Cselekmény
|  | Alább a cselekmény részletei következnek! |

Marseille-ben hatalmas befolyásra tesz szert a drogmaffia, amelyet főleg olasz származású bűnözők tartanak kézben. Élükön áll a rafinált Sauveur Meccacci (Henry Silva), bandája soraiban pedig professzionális gengszterek és jogtanácsosok vannak, mint a minden hájjal megkent Cappa ügyvéd (Jacques Maury). A párizsi hatóságok elküldik Marseille-ba egyik legjobb és némiképp hírhedt nyomozójukat, Philippe Jordan felügyelőt (Jean-Paul Belmondo). Meccacci, akinek központja bár Párizsban van, felismeri a Jordanban rejlő nagy veszélyt, mivel a drog főleg Marseille-n keresztül érkezik el hozzá. Meccacci Marseille-be küldi Cappa ügyvédet és Dominique nevű emberét (Pierre Belot), hogy tartsák szemmel Jordant.
Jordan Marseille-ben kemény és hajmeresztő rendteremtésbe fog. Egy kávéházi razzia során egy fiatal férfi, bizonyos Tonio (Stéphane Ferrara) meglép előle, akit autópályán keresztül kénytelen futva üldözni, mígnem a kikötői konténereknél elkapja. Jordan keményen vallatja és kiszedi belőle, hogy egy Mr. Nicolas nevet viselő hajón érkezik drogszállítmány három napon belül. Jordan és felettese Dumas főfelügyelő (Gabriel Cattand) kivárják a napot, de arra nem számítanak, hogy a Mr. Nicolas rendkívül gyors hajó, hamar lerázza magáról a csendőrség őrnaszádjait. Dumas feladja, de Jordan nem esik kétségbe, hanem helikopterre száll és utoléri a hajót. A gépről leugrik a fedélzetre, a csempészeket a kajütbe zárja, s a drogot, mintegy 200 kg heroint mind a tengerbe szórja. Dumas egyáltalán nem örül ennek, mert ő meg akarta szerezni a szállítmányt, s mögötte állt valamennyi karhatalmi vezető és a sajtó is. Jordan azonban érzékelhető kárt igyekszik okozni Meccacci bandájának. Dumasnak nincsenek ínyére Jordan hajmeresztő és kalandos akciói, amelyeket méltatlannak tart egy rendőrhöz.
Hamarosan felfedeznek egy labort Meccacci egyik vidéki villájában és Jordan őrizetbe veszi a főnököt. Ám a sztárügyvéd Cappa tisztára mossa a kliensét, majd elbeszélget Jordannal. Finoman a tudtára adja, hogy nagyot bukhat, ha nem száll le Meccacciról, de Jordan nem ijed meg, hanem galléron ragadja Cappát és ígéretet tesz, hogy börtönbe juttatja Meccaccit. Jordan egy fontos tanút akar megtalálni célja elérése érdekében, Alfred Gonet (Michel Robin), aki alvilági körökben Freddy a kémikus-ként ismert. Freddy lezüllött kémia professzor szaktudásával arra használta, hogy első osztályú, teljesen tiszta heroint állított elő, de szem elől tévesztették, bár sokak szerint Párizsban bujkál. Nyomozása során Jordan felszed egy csinos ifjú hölgyet (Frederique Lafond-Molinari), akit felvisz a lakására. Ám az ismerkedésnek hamar vége szakad, mert a szobában ott találja Tonio holttestét, akit szíven lőttek. Abban a pillanatban Dumas felügyelő is a helyszínre érkezik, mert a rendőrség kapott egy névtelen bejelentést. Jordan ezúttal is megőrzi a hidegvérét, s a kínos ügy elsimítása érdekében át fogják helyezni. Meccacci és Cappa a markukat dörzsölve egy luxusétteremben ünneplik meg Jordan visszahelyezését Párizsba, akit elbocsátottak a drogellenes ügyosztálytól, helyette jelentéktelennek tűnő feladatokat kell ellátnia. Ezentúl az illegálisan működő prostituáltakat és a zsebtolvajokat üldözheti.
Párizsba visszatérve új kollégát kap Rojinski felügyelő (Pierre Vernier) személyében. Rojinski évekkel ezelőtt majdnem lecsukta Meccaccit, ám őt is besározták azzal a hazug váddal, hogy kenőpénzt fogadott el. A új főnöke Garnier felügyelő (Jacques David) közli Jordannal, hogy itt nyugodtabb a környezet és nem kell vadnyugati sheriffet játszania. Garnier szerint nagy szerencséje volt Jordannak, mert ha kihúzná a gyufát Meccaccinál az akár meg is öletheti. Az osztályon dolgozik a roppant nyers és fafejű Simone (Roger Dumas), aki épp egy Christian Rigaux (Jean-Claude Dreyfus) nevű transzvesztitát faggat. A hely eléggé poros és rendetlen, ámde Rojinski és Jordan hamar összebarátkoznak. Rojinski-vel ismét foglalkozni kezdenek a Meccacci-üggyel, lévén ez már mindkettőjük személyes ügye is. Rojinski informálja Jordant az ún. isztambuli konténerekről. Ezek török drogcsempészek, akik a hasukba rejtve hozzák be az országba a kábítószert. Egy ideig egy bizonyos Kemal mama nevű (Fatiha Gagelin) török asszonynál vannak elszállásolva Párizsban, ahol majd a székletükből előhozzák a szállítmányt. A bandafőnök egy bizonyos Szelim bej, aki Meccacci embere. Razziát tartanak Kemal mamánál, ahol Jordan az asszonyt sem kíméli, s az egyik török fejét még a WC kagylóba is benyomja. De nem járnak sikerrel, mert az őrszobára bekísért törököket hazájuk nagykövetségének egyik küldöttje (Mehmet Ulusoy) kiviszi arra hivatkozva, hogy „diplomaták.” Jordan nem tudja ott tartani őket egész addig, amíg a csomag nem távozik a gyomrukból. Ebből is látszik, hogy Meccaccinak hosszú a keze és a politikai színtéren is vannak kapcsolatai.
Jordan beletörődik az újbóli kudarcba, mígnem látja, hogy Simone ütlegel egy szerencsétlen prostituáltat (Carlos Sotto Mayor). Jordannak megtetszik a hölgy és Simone-t a saját, ütlegelős módszerével világosítja fel, hogy az nem vezet eredményre. Szerinte a megfelelő módszert kell alkalmazni és modorosnak lenni. A lány csodálkozik Jordanon és vele már közlékenyebb, elárulja a nevét, címét és foglalkozását. A neve Livia Dolores Maria Montablanco.
Jordan ezután meglátogatja régi jó barátját, Francis Pierron-t (Tchéky Karyo). Nagyon közel állnak egymáshoz. Francis személyi edző, van egy fitneszterme is, ahol annak idején Jordan is erősített, s bokszolt. Ám Francis a valóságban alvilági személy, korábban orgazdasággal foglalkozott. Nagy lábon élő alak, s a pénze nem akárhonnan származik, Francis ugyanis játékautomatákban utazik mostanság, amelyeket néhány kerületben és a külvárosokban üzemeltet. Jordan ellenben kíváncsi miből szerzett be Francis több száz automatát. Francis erre a marselle-i hullával vágna vissza, de Jordan kemény szavakkal figyelmezteti, hogy veszélyes játékba kezdett, ami fölött ő nem hunyhat már szemet, sőt Francis az életével játszik: a gépeket ugyanis a kábítószer-kereskedelemből származó pénzből finanszírozták és a szponzor személyét sem nehéz kitalálni. Meccacci mielőtt a drogüzletbe beszállt volna cigarettacsempészettel és játékgépekkel foglalkozott, s ezen ágazatokban még most is vannak érdekeltségei. Francis ezután próbálja másra terelni a szót és mutat Jordannak egy Ford Mustang Luxury 1967-es típusú sportkocsit, amit kártyapartin nyert el. Mégis megválna tőle. A kocsi ráadásul teljesen páncélozott és golyóálló, amit Jordan tesztel is. Megjegyzi, hogy a pápának biztos védelmet nyújtana.
Jordan folytatja a nyomozást Freddy után. A piroslámpás negyeden keresztül sétálva eljut egy melegbárba, Alfred ugyanis homoszexuális és gyakran járt oda. Egy megtermett, öles homokos (Jean-Hugues Lime) közli vele, hogy Alfred már rég nem jár oda, majd elkezd kötekedni Jordannal. A felügyelő úgy tesz, mint kiállna vele, ezért kimennek a bárból, de a lépcsőn lefelé menet Jordan elgáncsolja a férfit. Jordan hazafelé tart, amikor megint összefut Líviával. Felkíséri a lakásába, amelynek berendezését a szüleitől örökölt antik bútorok, dísztárgyak és festmények alkották. Jordan elmondja, hogy a szülei hagyatéka volt, amit ők nagyon szerettek, ezért ő sem válik meg tőlük. Ez még nagyobb csodálkozással tölti el a lányt, mert Jordan egyáltalán nem az a szokványos hekus, mint a többi. Ettől kezdve szeretők lesznek…
Közben Francis találkozik Meccaccival, aki új feltételekkel áll elő a játékgépekkel kapcsolatban. Francis próbál erősnek tűnni a maffiafőnök előtt, de egyszerűen csak megmosolyogják. Jordan ezalatt látogatást tesz a börtönben egy Tatus nevű (a film szerint Tonton, Maurice Barrier) néhai dílernél, akit négy éve ő juttatott a rács mögé. Tatus elfogadta a büntetést, de megkéri Jordant, hogy mentse ki a lányát, Catherine-t (Laetitia Gabrielli), aki az ún. Bécsi utcában (Rue de Vienne) van teljes önkívületben drogfüggő bevándorlók és bűnözők között, s talán már a halálán van. Jordan is kér viszont egy szívességet Tatustól, méghozzá információt Freddy hollétéről, mivel annak idején dolgoztak együtt. Tatus nehezen, de elárulja Jordannak.
Jordan elindul a Rue de Vienne-re, ahol erőszakot is alkalmazva kihozza a félholt lányt. A tanya őrzője (Jean-Roger Milo) le akarja lőni, de Jordan ügyesebb és megsebesíti a kezén. Jordan következő útja Freddyhez vezet, aki egy maszek varroda közelében él, egy aprócska lakásban, egy tizenéves fiúval. Freddy tudja, hogy Meccacci is vadászik rá és el akarja hallgattatni, de Jordannak ígéretet tesz, hogy vallani fog, cserébe pénzt kér, mégpedig egymillió frankot és szabad eltávozást. Jordan egy mozgássérült bukmékertől, Antoine-tól (Jean-Louis Richard) szerzi meg a pénzt, akinek szintén szemet hunyt az apróbb tisztességtelenségei felett.
Jordant ellenben figyelik, Meccacci Angelo (Daniel Breton) nevű embere és egy másik gyanús fiatal férfi (Didier Sauvegrain). Mialatt Jordan Freddy-t várja a pályaudvaron, Angelo és a társa hátbalövik a kémikust. Jordan üldözőbe veszi őket és sikerül egy épület tetején elfognia Angelo társát. Jordan bekíséri a gyilkost, akit Martilának hívnak, a rendőrségre. Mivel Martila maga is drogfüggő, Jordan tudja a módját, hogyan lehet szóra bírni, csak várni kell.
Jordan dolga végeztével randevúra indulna Líviához, akit azonban csúnyán megvágtak késsel a hátán. A Tourian testvérek (Yves Gabrielli, Michel Berruer) tették, akik a környékbeli kerítők és nem tetszett nekik Livia Jordanhoz fűződő viszonya. A Tourian testvérek napjaik nagy részét kaszinókban töltik és hitvány férgek hírében állnak. Jordan a nyomukba ered és az egyik játékbarlangban meg is találja őket. A két kerítő még mindig azon röhög magában, hogy hagyták helyben Liviát. Betérnek egy étkezdébe vacsorázni, ahol a konyhafőnök egy amerikai, bizonyos George (Henri Attal). Jordan is beül, előbb ráborítja az ifjabb Tourianra a sörét, majd belenyomja a fejét a spagettijébe. Az ezt követő bunyóban véresre veri a két testvért, akiken még az étkezde berendezésének egy részét is összetöri Jordan, majd jókedvűen leül vacsorázni.
A következő reggel Livia és Jordan vidáman reggeliznek együtt egy kávézóban. Délben Jordan kimegy, hogy Francissal ebédeljen együtt, s közben észreveszi, hogy Simone követi, valószínűleg Garnier megbízásából. Jordan elszedi Simone-tól kocsija slusszkulcsát, majd otthagyja a forgalom kellős közepén. Időközben Francishoz megérkeznek Angelóék, akik nyomatékosítani akarják Meccacci követeléseit és elkezdik szétverni a még ki nem helyezett gépeket. A dühös Francis fegyvert ránt és az egyiküket (Jacky Venon) megöli. Erre Angelo megragadja Francist és saját pisztolyával végez vele. Angelo és másik társa (Jean-Louis Airola) a Renault-jukon elhajtanak, mire megérkezik Jordan. Halott barátját látva dühbe gurul és bepattan a Mustangba, s üldözőbe veszi Angelóékat. Azok rálőnek, de a páncélozott kocsiról lepattannak a golyók. Jordan a gyorsabb és erősebb Mustanggal többször belehajt a Renault-ba, majd egy metróállomásnál összezúzza a kocsit, Angelo és a társa pedig szörnyethalnak az autóban.
Garnier felügyelő őrjöng, de nemcsak az autósüldözés miatt, hanem a Rue de Vienne-i affér okán is. Rojinskire is erősen neheztel, s úgy dönt, hogy Jordant elküldi ettől az ügyosztálytól is, mert nem boldogul vele. Jordan szerencséjére nem kell személyesen találkoznia a főnökkel, inkább foglalkozik Martila kihallgatásának eredményével. Martila megtört, miután nem jutott hozzá az adagjához, s bevallotta, hogy Torinóból rendelték ide. A feladata volt Angelóval közösen Jordan megfigyelése, s Freddy likvidálása. Arra a kérdésre, hogy ki hozatta el Torinóból Martila azt felelte, hogy bizonyos Antonio Baldi (Claude Brosset). Jordan jól tudja kicsoda Baldi és hol lakik. Felkeresik őt, de csak színesbőrű szeretőjét találják odahaza.
Baldi bérgyilkos és épp Meccaccinál tartózkodik. Angelo halála után Meccacci már végleg meg akar szabadulni Jordantól, ezért Baldira vár a feladat, hogy eltegye láb alól a felügyelőt. Persze Baldinak nem tetszik az ötlet, hogy rendőrt gyilkoljon, de nem tehet mást.
Rojinski, Jordan és Livia együtt ebédelnek. Jordan mesél barátjáról és bár kemény férfiként igyekszik viselni, de érezhető rajta, hogy fájlalja Francis elvesztését, hisz nem igen volt más barátja. Rojinskinek elmondja, hogy a játékgépek szálán kell tovább nyomozniuk, hogy Meccaccit letartóztathassák. Az ebéd után eltávozik Francis fitnesztermébe, ahol adatokat gyűjt és közben nézegeti a régi közös fotókat, amelyeken rajta van Jeannine is, Francis exbarátnője. Baldi közben feltelefonál Jordannak és közli vele, hogy az épület előtt várja. Baldi tagadja, hogy ismerné Martilát, majd megkéri Jordant tartson vele Meccaccihoz személyesen beszélgetésre. Jordan gyanakszik, így mikor Baldi leparkol egy alagútnál Jordan az autója kormánykerekéhez bilincseli, mert tudja, hogy végezni akarnak vele. Baldi kesztyűtartójában van egy Beretta 93R típusú pisztoly, amelynek van automata funkciója is, illetve egy jobbkezes kesztyű. Jordan elveszi a fegyvert, de Baldi könyörög, hogy eressze el, ám Jordan egyszerűen elrejtőzik egy másik parkoló autó mögé. Egy arra száguldó kocsiból aztán egy sorozatot adnak le és Baldi meghal. Erre Jordan tüzel a támadó gépjárműre, aminek a benzintankja felrobban.
Jordan tudja, hogy Meccacci később is megölheti, ezért most elhatározza, hogy lezárja az ügyet. Meccacci éppen biliárdozik, amikor betoppan Jordan. Eleinte vitát folytatnak egymással, mert Meccacci szerint Jordan sem egy talpig becsületes zsaru, ám Jordan közli vele, hogy maga mögött hagyja mindezt, ha lezárja a kettejük ügyét. Meccacci figyelmezteti Jordant, ha őt megöli, akkor őt fogják a vádlottak padjára ültetni, mire Jordan felmutatja neki Baldi pisztolyát, amit ő kesztyűt viselve tart, így van esélye megúszni a dolgot. Meccacci egy utolsó kétségbe esett lépést tesz, s egy fiókból revolverért nyúl, de nem kerüli el a végzetét: Jordan szitává lövi, majd a Berettát otthagyja az egyik biliárdasztalon.
Jordan egy szórakozóhelyen a Fekete lovag nevű flipperrel játszik késő este, amikor néhány csendőr keresi. Jordannak fogalma sincs mi várhat rá, mégis velük tart. A kocsijuknál telefonon értesítik Rojinskit, aki már mindenütt kereste Jordant. Rojinski közli Jordannal Meccacci halálát, bár ő magának és a többieknek fogalmuk sincs arról, hogy ki tette. Jordan persze megőrzi a titkát és továbbáll a párizsi éjszakában…

## A film készítése
A kívülállóra nagymértékben hatást gyakorolt a San Franciscó-i zsaru (1968) c. film. Főszereplője Steve McQueen, aki egy némileg öntörvényű rendőrt játszott, akinek a karrierjét is kockára kellett tennie. A Jordan szerepében brillírozó Belmondo is eleinte egy sztárrendőr, akit fondorlatos eszközökkel megaláznak és a sárba tipornak, ám ő ennek ellenére folytatja a küzdelmet, míg végül a törvényesség kereteit teljesen átlépve önjelölt ítélkező és a végrehajtó lesz, hogy az igazságot minden áron érvényre juttassa. Az igazságot mindvégig kereső hőst Belmondo már más filmjeiben is megformálta, mint az egyik legemlékezetesebb alakításában, A profiban (1981), amellyel A kívülállónak sok közös vonása van annyi különbséggel, hogy most Belmondónak nem kell meghalnia. A Meccacci-t játszó Henry Silva is sok közös vonást mutat nyájas, ámde cinikus és ravasz megjelenésével A profiban látható N'Jala (Pierre Saintons) afrikai diktátorral.
További hasonlóság Belmondo és McQueen filmje között, hogy McQueen is egy pontosan ugyanolyan típusú Mustangot vezet, mint Belmondo.
Belmondo és a stáb több színésze korábban és később is dolgozott együtt. Claude Brosset-tal, egyik barátjával, már még négy másik filmje volt, az első a Zsaru vagy csirkefogó? (1979). Az arany bűvöletében (1984) című háborús filmben (amely már nem volt annyira sikeres), jelen van Maurice Auzel is, aki A kívülálló-ban Jordan egyik kollégáját, Rosenberg felügyelőt alakítja. Évekkel később a szintén nem túl sikeres A magányos zsaru c. krimiben Pierre Vernier ismét felbukkan a Stan felügyelőt játszó Belmondo kollégájaként, bár az előző karakterhez, Rojinskihez képest nagy különbség, hogy itt határozatlanabb és együgyűbb figurát alakít Vernier.
A Meccaccit alakító Henry Silva amerikai színész, egy spanyol-szicíliai keveredésű bevándorló családban született. Az 1960-as évek második felétől, s az 1970-es éveken át igen gyakran szerepelt olasz, vagy olasz-spanyol filmekben, gyakorta negatív figurákat. Az 1980-as évektől már ritkábban játszott Európában, A kívülálló is még ezen kései európai munkásságához tartozik. Silva pályája során Steven Seagallal és Richard Chamberlainnal is szerepelt filmekben.

## Érdekességek
- Az egyik Tourian testvért alakító Yves Gabrielli verekedés közben egy eltört üveggel hadonászik Belmondo felé. A jelenetet átvették Belmondo 1976-os A fejvadász c. filmből. A főellenség szerepét játszó Bruno Cremer a végső összecsapásban törött pezsgős üveggel támad Belmondónak, mígnem az kicsavarja a kezéből és hasba döfi vele.